# Walther Bacmeister (Verleger)
Walther Bacmeister (auch: Walter; * 30. April 1877 in Eisenach; † 14. Dezember 1953 in Essen) war ein deutscher Journalist und Verleger sowie Mitglied des Preußischen Abgeordnetenhauses.

## Leben und Wirken
Abstammend aus der bekannten niedersächsischen Familie Bacmeister wuchs der Sohn des Verlagsbuchhändlers Johann Bacmeister (1841–1918) und der Schriftstellerin, Malerin und Lehrerin Lucie Juliane Müller sowie Bruder des Schriftstellers Ernst Bacmeister und des Regisseurs Hans Bacmeister in einer kinderreichen Familie auf, die auf Grund des mehrmaligen Ortswechsels des Vaters oftmals umziehen musste.
Von seiner Familiensituation geprägt, trat Bacmeister nach Schulzeit und Ausbildung ab 1897 eine Stelle als Journalist beim Essener Generalanzeiger an. Zugleich begann er aber auch, sich politisch zu engagieren und wurde von 1900 bis 1904 zum Geschäftsführer der Vereinigten Nationalen Parteien in Essen gewählt, welche hauptsächlich aus der Nationalliberalen Partei und Ortsgruppen anderer rechts-konservativer Parteien bestanden.
Neben seinen beruflichen Verpflichtungen und politischen Aktivitäten war Bacmeister in jenen Jahren ein befähigter Fußballspieler. Als solcher gehörte er 1899 zu den Gründungsmitgliedern des Essener SV 1899, leitete diesen Verein bis 1904 als Erster Vorsitzender und war zugleich Spielführer der ersten Mannschaft. Unter seiner Führung gehörte der ESV 1899, dem auch sein Bruder, Gustav Bacmeister (1876–1957), als Spieler und Funktionär angehörte, schon bald zu den spielstärksten westdeutschen Vereinen. Bereits 1902/03 erreichten sie die Endrunde um die erste Westdeutsche Meisterschaft und belegten hinter dem VfL Köln 1899 den zweiten Platz.
Im Jahr 1904 folgte Bacmeister einem Ruf nach Elberfeld, wo ihn die Bergisch-Märkische Zeitung als Chefredakteur und Verleger übernahm. Diese Tätigkeit übte Bacmeister durchgehend bis 1930 aus und übernahm darüber hinaus als Herausgeber und Schriftleiter nach deren Ausscheiden auch die von Ernst Jäckh und Paul Rohrbach herausgegebene Wochenzeitschrift für deutsche Welt- und Kolonialpolitik Das grössere Deutschland, welche ab 1916 unter dem Titel Deutsche Politik erschien. In diesem Medium machte Bacmeister vor allem mit mehreren Artikeln über die deutsche Expansions- und Kolonialpolitik auf sich aufmerksam. Während seiner Elberfelder Zeit verstärkte er zudem seine politische Aktivität und wurde von 1913 bis 1918 als Vertreter der Nationalliberalen Partei in das preußische Abgeordnetenhaus gewählt. Nachdem zu erwarten war, dass die Nationalliberale Partei durch innerparteiliche Streitigkeiten allmählich zu zerfallen drohte, schloss er sich ab 1918 der Deutschen Vaterlandspartei an, für die er bereits am 2. September 1917 in Kiel auf einer ihrer Gründungsversammlungen mit einer fulminanten Rede als „fanatischer Alldeutscher und glühender Annexionist“ auftrat. In Elberfeld wurde er Mitglied der Freimaurerloge Hermann zum Lande am Berge.
Im Jahr 1930 zog es ihn nach Berlin, wo er nun seinen eigenen Verlag, den Bacmeister-Nationalverlag, gründete. Hier waren es besonders die Publikationen der nationalsozialistischen Autoren Franz Walther Ilges und Hermann Schmid, die er herausgab. Mit einem Vorwort Bacmeisters erschienen in seinem Verlag von diesen Autoren unter anderem: Die geplante Aufteilung Deutschlands. Hochverrat von Zentrum und Bayerischer Volkspartei 1918–1933 – Enthüllungen über die französisch-bayerischen Pläne zur Aufteilung des Deutschen Reiches und Errichtung eines Donaustaatenbundes (1933) und Hochverrat des Zentrums am Rhein – Neue Urkunden über die wahren Führer der Separatisten (1934). Zusammen mit Herman Schmid verfasste Bacmeister 1932 auch das von ihm herausgegebene Buch: Der Alkohol-König und Prälat oder Spritschiebungen, Fluchtkapital und Zentrum.
Während dieser Zeit wurde Bacmeister und seinem Verlag auch eine immer enger werdende Verbindung zu dem britischen Politiker Sir Oswald Mosley zugesprochen, der vor allem als Gründer der faschistischen Partei British Union of Fascists (BUF) bekannt wurde. So hatte Bacmeister sich 1934 vertraglich verpflichtet, die von Emil Otto Wilhelm Charlet übersetzten Werke und politischen Schriften Mosleys für den deutschen Markt herauszugeben.
Aus nicht näher geklärten Ursachen verlagerte Bacmeister im Jahr 1935 seinen Verlag an seine alte Wirkungsstätte nach Essen, wo er sich in den folgenden Jahren schwerpunktmäßig mit der montanindustriellen Geschichte des Ruhrgebietes und einiger ihrer bedeutenden Personen befasste sowie regelmäßig das Rheinland-Westfälische Archiv herausgab. Im Verlauf des Zweiten Weltkrieges war Bacmeister gezwungen, mit seinem Verlag erneut umzuziehen und verlegte diesen im Jahr 1943 nach Potsdam, kam aber 1948 erneut nach Essen zurück, wo er nun als Bacmeister-Verlag Essen-Rüttenscheid seine biografisch-historischen Publikationen bis zu seinem Tod im Jahr 1953 fortführte.

## Werke (Auswahl)
- [zusammen mit Hermann Schmid] Der Alkohol-König und Prälat oder: Spritschiebungen, Fluchtkapital und Zentrum nebst den photographierten Urkunden. Berlin, AGV Verlag/ Richard Pape, 1932.
- Emil Kirdorf: Der Mann – Sein Werk, Bacmeister-Nationalverlag, Essen-Rüttenscheid, 1936
- Louis Baare: Ein westfälischer Wirtschaftsführer aus d. Bismarckzeit, Bacmeister-Nationalverlag, Essen-Rüttenscheid, 1937
- Friedrich Harkort in seinen unbekannten Gedichten, in unveröffentlichten Briefen und Dokumenten, Bacmeister-Nationalverlag, Essen-Rüttenscheid, 1937
- Hugo Schultz: Das Lebensbild eines großen Ruhrbergmanns, Bacmeister-Nationalverlag, Essen-Rüttenscheid, 1938
- Nekrologe aus dem rheinisch-westfälischen Industriegebiet. Jg. 1937–1938, Essener Verlagsanstalt, Essen 1940.
- Gustav Knepper: Das Lebensbild eines großen Bergmanns, Bacmeister-Verlag, Essen-Rüttenscheid 1950.